# Robert Blair
Robert Blair‎‎ (1593 - 27 de agosto de 1666) foi um ‎‎ministro‎‎ ‎‎presbiteriano‎‎ ‎‎escocês‎‎ que se tornou um Divino e ‎‎Moderador‎‎ de ‎‎Westminster‎‎ da Assembleia Geral da Igreja ‎‎da Escócia‎‎ em 1646 depois de uma tentativa fracassada de emigrar para ‎‎Boston‎‎ em 1636. Nascido em ‎‎Irvine‎‎ em 1593 como o sexto filho de John Blair de Windyedge, um comerciante-aventureiro e cadete de Blair, e Beatrix Mure da família Rowallan, ele se formou com um mestrado na ‎‎Universidade de Glasgow‎‎ em 1612 e nomeado regente lá em 1615. Quando o episcopal ‎‎John Cameron‎‎ foi nomeado ‎‎Diretor, ‎‎Blair renunciou e foi para a Irlanda, onde se tornou ministro de uma congregação presbiteriana em ‎‎Bangor, County Down.‎‎ Ele foi ordenado a ele por ‎‎Robert Echlin‎‎, ‎‎Bispo de Down e Connor‎‎,‎ Blair foi "muito cuidadoso para informar... de que acusações foram feitas contra mim de descontentamento com os poderes civis, a quem ele era o uso da liturgia inglesa nem do governo episcopal.... Declarei minha opinião ao Bispo em nossa primeira reunião... [que] me disse: 'Eu ouço bem de você, e não vai impor condições a você.' Echlin, no entanto, virou-se contra ele. Em setembro de 1631, Blair foi suspenso de seu ministério e em 4 de maio de 1632 foi deposto. Embora empenhado em emigrar para a Nova Inglaterra, o navio no qual ele e outros ministros navegaram foi levado de volta pelo tempo, um sinal, Blair pensou, que seus serviços ainda eram necessários em casa. Ele se esquivou de uma ordem‎‎ para sua prisão ao fugir para a Escócia e foi admitido na Segunda Acusação de ‎‎Ayr‎‎ em julho de 1638. Depois de períodos na Escócia e Irlanda, ele acompanhou o exército escocês à Inglaterra em 1640 e ajudou na negociação da Paz de Ripon de 1641. ‎‎Em 1646, Blair foi eleito ‎‎Moderador da Assembleia Geral‎‎, então Capelão-em-comum para o rei Carlos I. Ele também foi um dos membros do Comitê a se esforçar em 1648 para que ‎‎Cromwell‎‎ estabelecesse "uma uniformidade da religião na Inglaterra". Ele foi convocado para Londres por Cromwell em 1654, mas se desculpou por problemas de saúde. No estabelecimento de Episcopacy, ele foi removido de suas acusações em setembro de 1661, confinado a ‎‎Musselburgh‎‎, depois a ‎‎Kirkcaldy‎‎ por três anos e meio, e depois a Meikle Couston, ‎‎Aberdour‎‎, Fife, onde ele faleceu em 27 de agosto de 1666 e onde foi enterrado.